# Cementerio Nuestra Señora de La Merced (Jerez de la Frontera)
El cementerio de Nuestra Señora de La Merced, es un cementerio ubicado en la ciudad de Jerez de la Frontera, en la provincia de Cádiz (España).Es, desde el siglo XX, el único cementerio en la provincia con enterramientos islámicos.

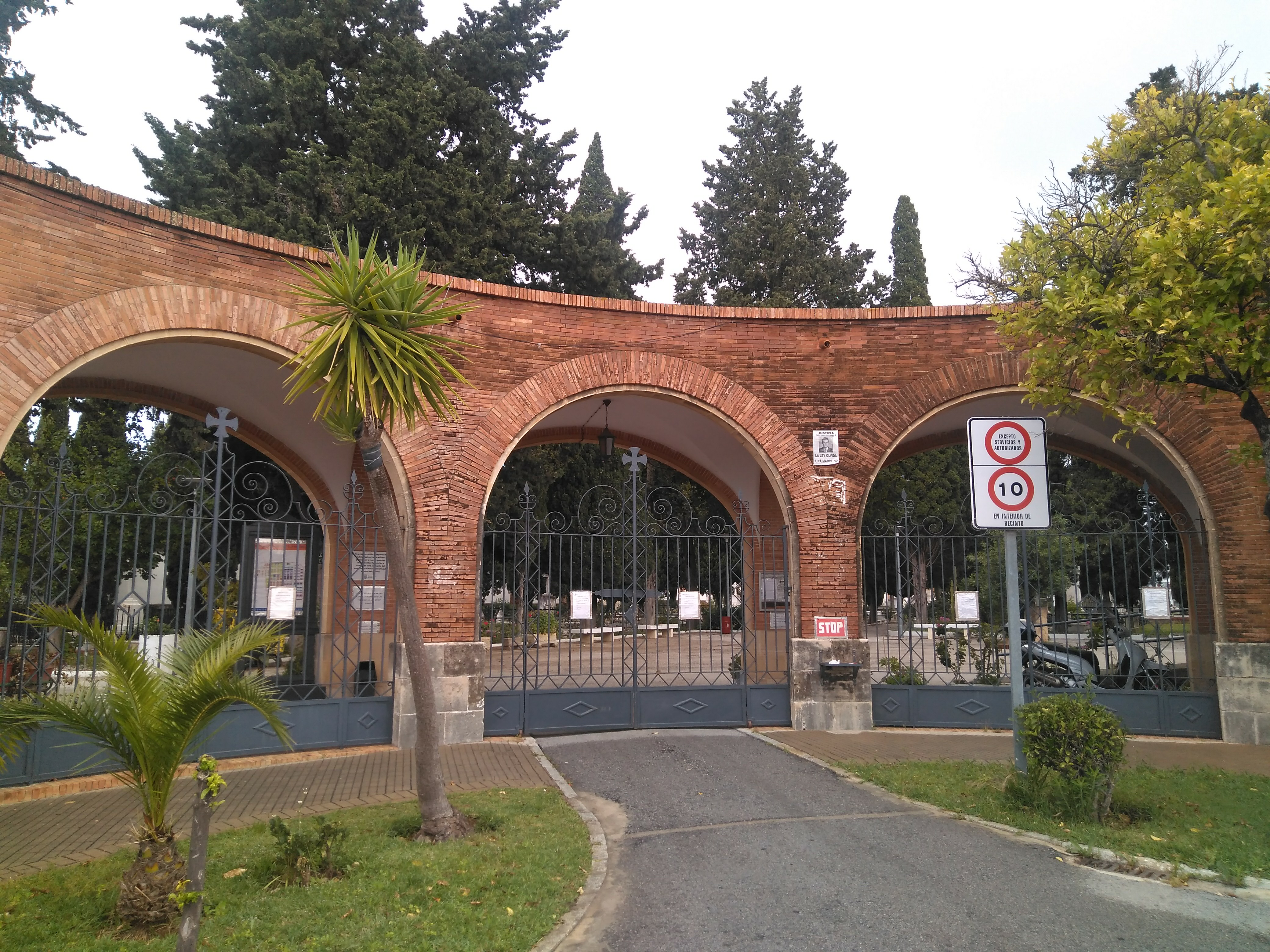
Entrada

## Historia
Fue mandado a construir en 1936 por el Ayuntamiento de Jerez al arquitecto Fernando de la Cuadra , con idea de reemplazar al anterior Cementerio de Santo Domingo. Fue inaugurado en 1945.
Posee una superficie de 114.040 metros cuadrados y en 2011 fue remodelado. Y de nuevo en 2017.El PGOU de la ciudad tiene reservados diversos terrenos que colindan con el cementerio para ampliarlo en un futuro.

## Personajes enterrados
En el camposanto se encuentran enterrados ilustres jerezanos y existen diversos enterramientos singulares.

## Franquismo
En su interior existe una lápida franquista honorífica dedicada al comandante Salvador Arizón Mejías. Y a menos de 30 metros de esta hay una fosa común con víctimas de la Guerra Civil.